# تپه قلعه خندق کدیور
تپه قلعه خندق کدیور مربوط به دوران‌های تاریخی پس از اسلام است و در شهرستان سمنان، بخش مرکزی، محله کدیور واقع شده و این اثر در تاریخ ۹ اردیبهشت ۱۳۸۲ با شمارهٔ ثبت ۸۶۲۳ به‌عنوان یکی از آثار ملی ایران به ثبت رسیده است.